# Schwerkraftschloss

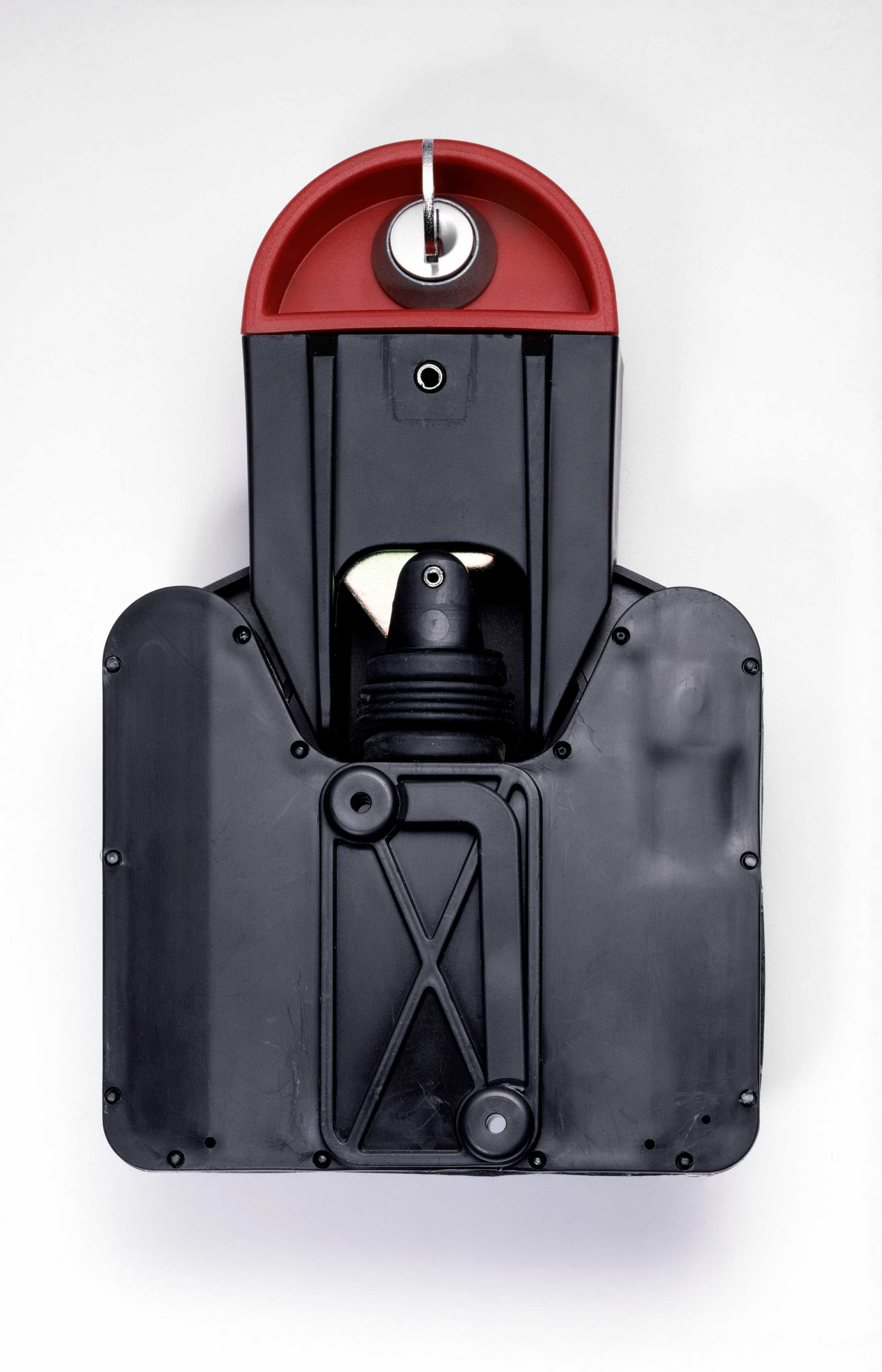
Schwerkraftschloss

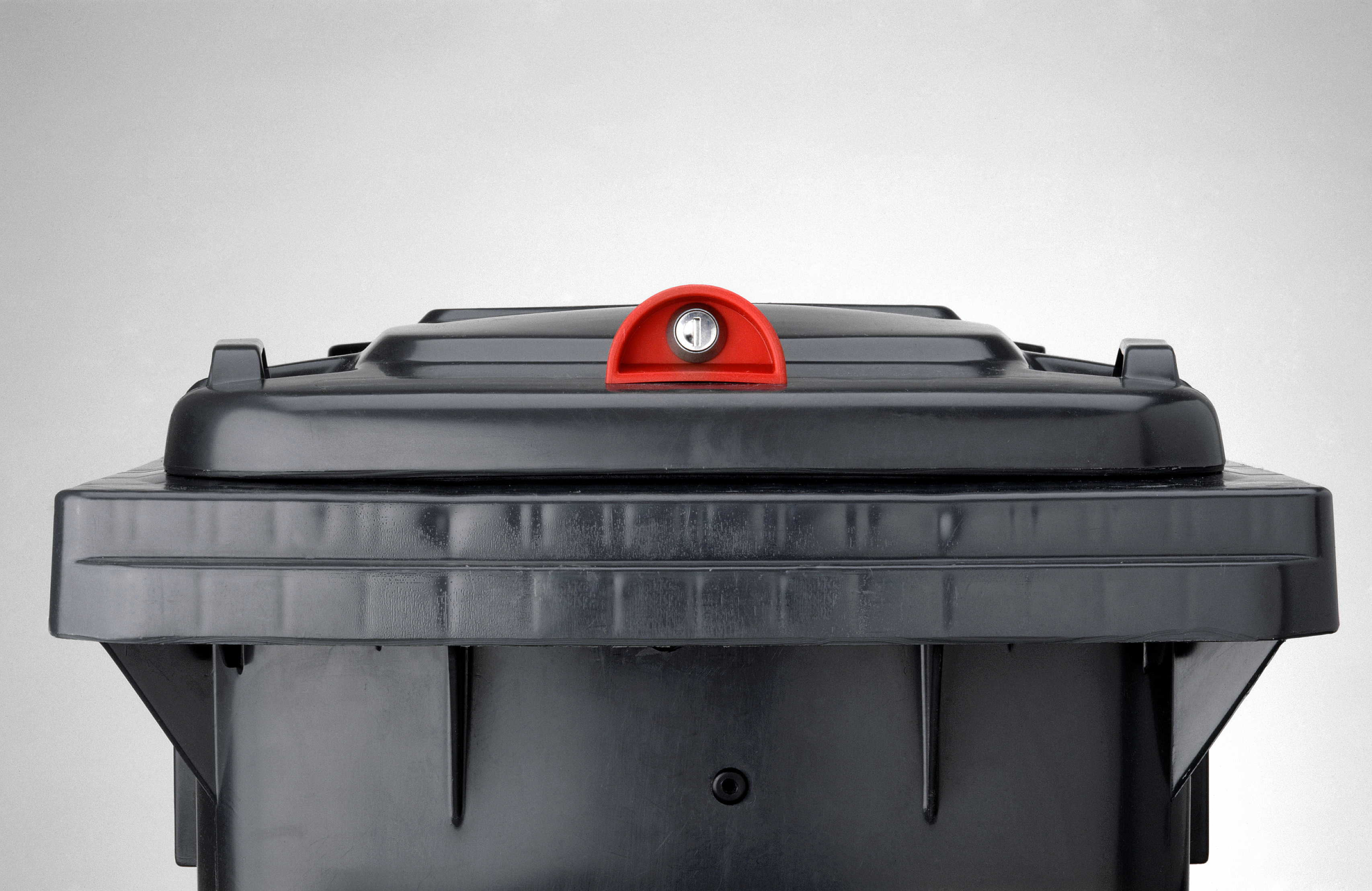
Anwendung

Ein Schwerkraftschloss ist ein Schließsystem, welches meist als Mülltonnenschloss genutzt wird. Ein Automatik-Mechanismus im Inneren des Schlosses sorgt für die Ver- und Entriegelung. Beim Kippen des Müllbehälters über die 90°-Schüttkante, beispielsweise auf einem Entsorgungsfahrzeug, entriegelt ein Fallgewicht den Deckel automatisch. Beim Absetzen wird der Deckel dann wieder verriegelt. Die private Müllentsorgung erfolgt über einen persönlichen Schlüssel.